# 福岡県道245号新北九州空港線
福岡県道245号新北九州空港線（ふくおかけんどう245ごう しんきたきゅうしゅうくうこうせん）は、福岡県北九州市小倉南区から京都郡苅田町に至る一般県道である。

## 概要
北九州市小倉南区空港北町から京都郡苅田町大字苅田に至る。起点側数十mの区間が政令指定都市である北九州市内にあるが、管理は全線を福岡県が行う。全線が地域高規格道路である新北九州空港道路として整備されている。事業路線名は新北九州空港連絡道路。
2006年（平成18年）3月16日の北九州空港開港に合わせて3月5日より暫定供用された。北九州空港へアクセスする唯一の道路で、連絡橋部は一般道路扱いで歩道もあり、徒歩で海を渡ることも可能である。
なお、北九州空港開港時までに供用された地域高規格道路部分（高架部）は苅田北九州空港IC接続部0.5 kmと海上区間・空港島区間の3.0 kmのみであり、残る4.2 kmのうち、苅田工区の1.1 km（うち苅田若久高架橋 482 m）が2021年（令和3年）5月30日に供用開始したものの、その他の区間は未供用である。
連絡橋の状態は福岡県京築県土整備事務所行橋支所から遠隔監視が行われている。

### 路線データ
- 起点：福岡県北九州市小倉南区空港北町（空港入口交差点、北九州空港東）
- 終点：福岡県京都郡苅田町大字苅田（東九州自動車道 苅田北九州空港IC）
- 総延長：8.0 km[1]
- 道路規格：第3種第1級（海上部）・第3種第2級（陸上部）

## 歴史
- 2006年（平成18年）3月5日 - 新北九州空港連絡橋開通[2]。
- 2021年（令和3年）5月30日 - 苅田工区（1.1 km）開通[3]。

## 路線状況

### 道路施設

#### 橋梁
- 新北九州空港連絡橋（京都郡苅田町）

| 名称         | 諸元                     | 備考                    |
| ------------ | ------------------------ | ----------------------- |
| 橋長         | 2,100 m                  |                         |
| 陸上側箱桁橋 | 780 m                    |                         |
| 主橋梁部     | 400 m                    |                         |
| 空港側箱桁橋 | 920 m                    |                         |
| 主橋梁部構造 | アーチ橋                 |                         |
| 幅員         | 計22.0 m                 | 車道部4車線、歩道部片側 |
| 完成供用日   | 2006年（平成18年）3月5日 |                         |

- 供用開始から、2015年（平成27年）1月31日に沖縄県の伊良部大橋が開通するまでは、通行料無料の橋として日本最長の橋だった[5]。

## 地理

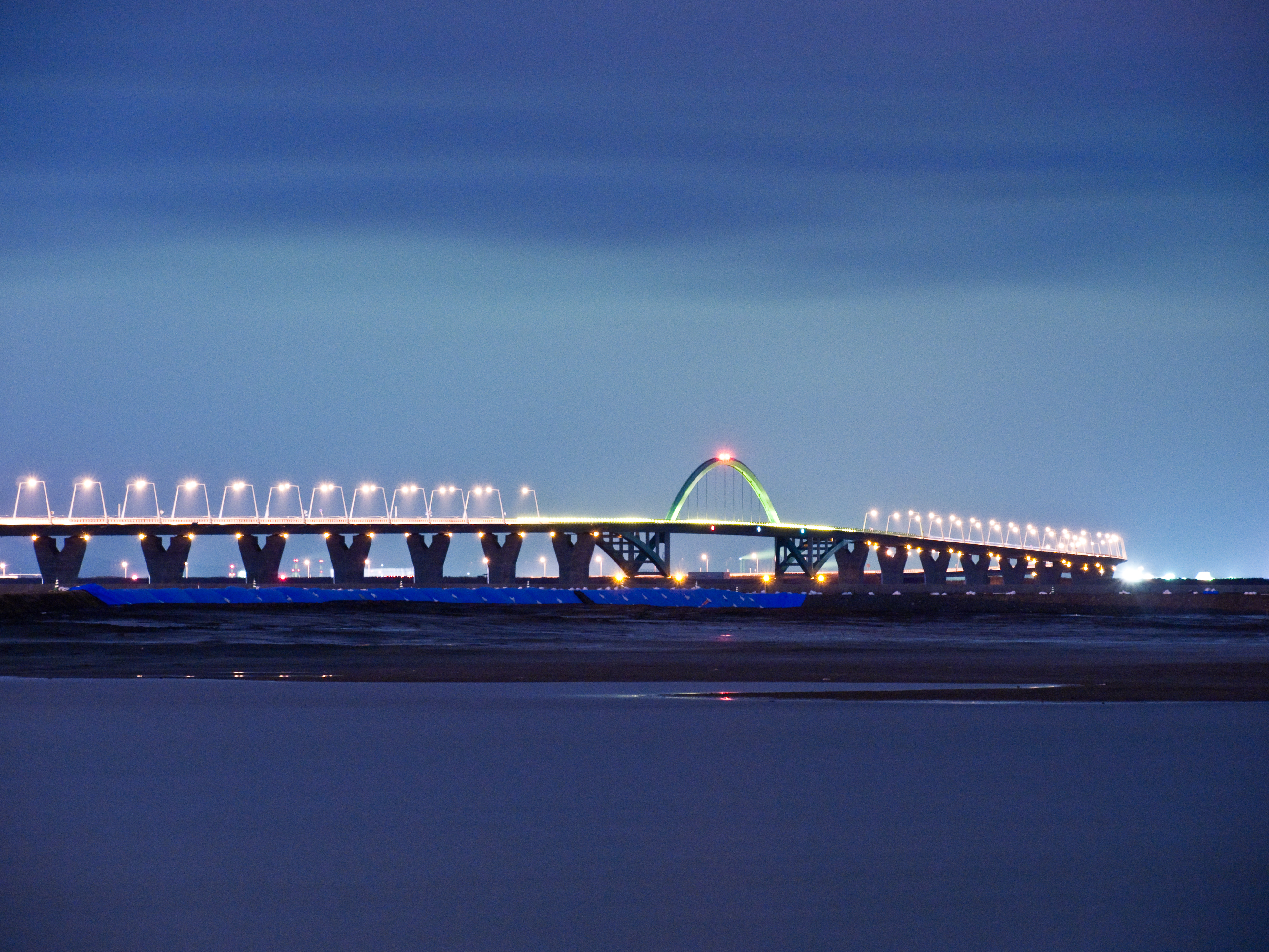
北九州空港と臨港道路を結ぶ連絡橋

### 通過する自治体
- 北九州市（小倉南区）
- 京都郡苅田町

### 交差する道路
| 交差する道路           | 交差する場所 | 交差する場所              |
| ---------------------- | ------------ | ------------------------- |
| 福岡県道25号門司行橋線 | 大字苅田     | 空港IC入口交差点          |
| 国道10号               | 大字苅田     | 松山入口交差点            |
| E10 東九州自動車道     | 大字苅田     | 1 苅田北九州空港IC / 終点 |

### 交差する鉄道
- 日豊本線

### 沿線
- 北九州空港
- トヨタ自動車九州苅田工場
- 苅田港
- JR九州日豊本線
  - 朽網駅 - 苅田駅
- 松山城跡